# Gravity (album)
Gravity este cel de al șaselea album al formației Bullet for My Valentine, și a fost lansat pe data de 29 iunie 2018 la casa de discuri Spinefarm Records. Primul single a fost lansat pe data de 6 noiembrie 2016, fiind numit Don't Need You, alături de un clip muzical. Trupa a anunțat că pentru albumul Gravity piesa Don't Need You va avea o altă variantă numită Don't Need You 2018 version. Al doilea single, numit Over It, a fost lansat pe data de 1 aprilie 2018, alături de un „lyric video”. Pe data de 24 aprilie 2018 a fost lansat un clip muzical cu piesa Over It. Încă o piesă a ieșit la 26 aprilie 2018, numită Piece Of Me, în format audio. O altă piesă va fi lansată pe data de 18 mai 2018, numită Letting You Go, iar încă o piesa va ieși la 22 iunie 2018, cu numele de Under Again.